# Peinture rajput

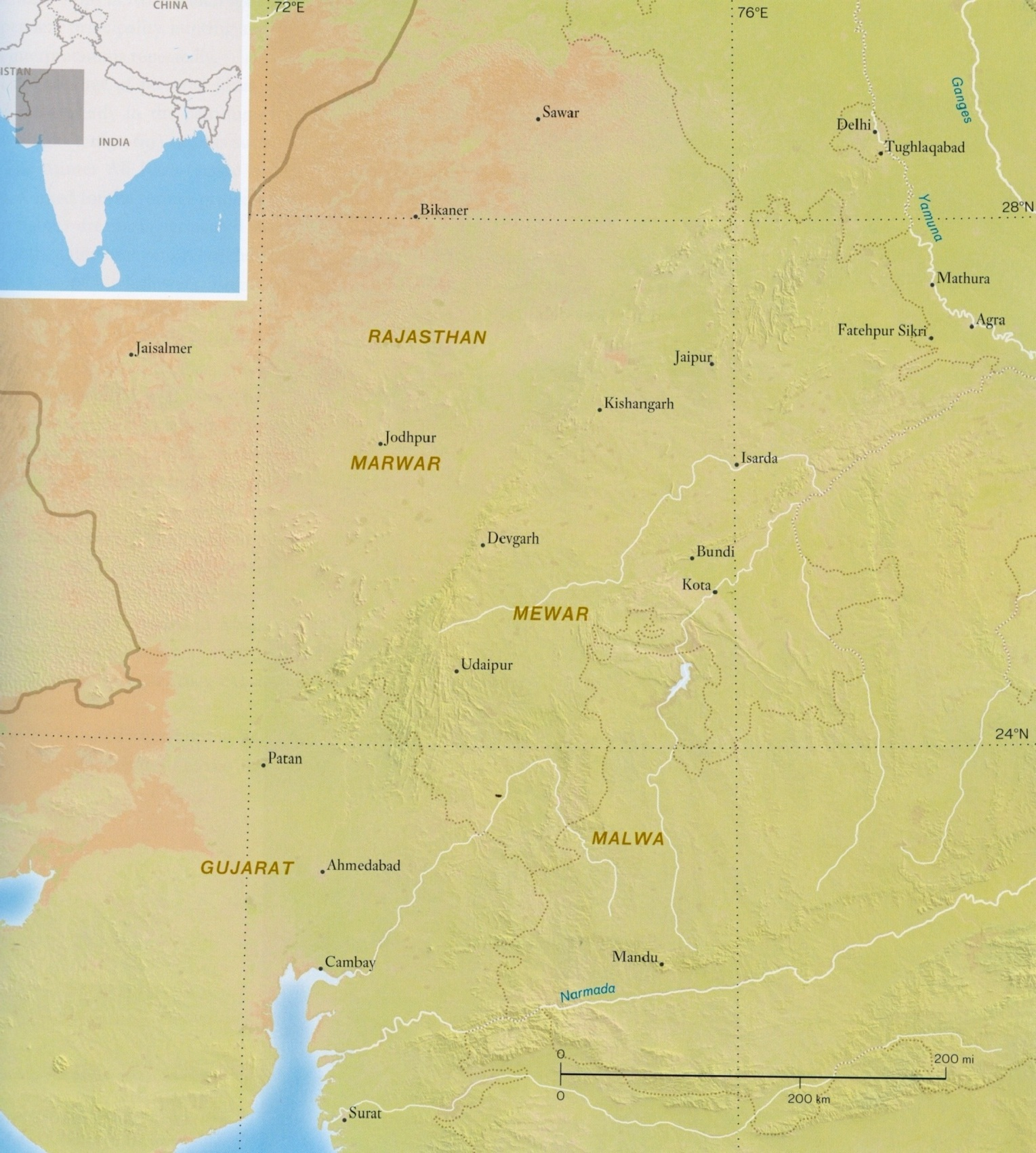
Carte des écoles de peinture rajput.

La peinture rajput (ou râjpoute) désigne diverses écoles de peinture indienne qui sont apparues au XVIe siècle ou au début du XVIIe siècle et se sont développées au cours du XVIIIe siècle dans les cours royales du Rajasthan en Inde, mais aussi dans les anciens royaumes rajputs des contreforts de l'Himalaya et alors dénommée « peinture paharî ».

## Histoire et thématiques
Du XVIe siècle au XIXe siècle dans les royaumes du Rajasthan, ces écoles (à proprement parler : « rajput »), héritent de traditions variées. Certaines sont issues de la peinture moghole qui provient elle-même du métissage de l'art des miniatures persanes, du naturalisme indien et des miniatures et gravures occidentales. Mais beaucoup conservent l'efficacité du trait elliptique et de l'à-plat qui caractérise la miniature pré-moghole et les arts populaires du Rajasthan. Quant aux vallées situées sur les contreforts de l'Himalaya, dans les collines du Panjab et anciens royaumes rajputs, étant plus éloignées des grands centres de culture moghole, elles ont vu fleurir un art très individualisé : la peinture paharî (ou pâhâri), assimilée elle aussi à l'ensemble des peintures rajput. Cette peinture pahari ne subit une influence moghole qu'à partir de 1739, à la suite du sac de Delhi par Nâdir Châh. Des peintres formés à l'école moghole viennent alors se réfugier dans ces collines, dans les cours de Guler, de Kangrâ, de Chambâ et de Nûrpur. Leur style effectue la synthèse des deux formes, et apporte le raffinement à des motifs qui gardent certains traits essentiels des styles locaux ainsi que leurs thématiques.
À la différence de l'art moghol qui reflète une culture islamique, la peinture rajput est d'abord d'essence religieuse dans un contexte hindou et manifeste le mouvement dévotionnel de la bhakti ainsi que la renaissance des cultes rendus aux deux principaux avatâra de Vishnu : Rāma et Krishna mais aussi profanes. Elles illustrent en particulier des épopées comme le Rāmāyana : « le parcours de Rāma », et le Mahābhārata : la vie de Krishna. Mais évoquent des thèmes profanes, l'amour profane et le sentiment amoureux.
Si les miniatures dans les manuscrits étaient le médium privilégié par la peinture rajput, de nombreuses peintures murales ont également été réalisées dans quelques palais, à l'intérieur des forteresses et des havelîs, en particulier celles de la région du Shekhawati.
Cette tradition est toujours en vigueur en Inde, elle se transmet de père en fils. La tradition Rajput a même une (faible) renaissance grâce à l'école de Chitera Art School à Kangra (Himachal Pradesh) qui enseigne la peinture Pahari. À Dharamsala se trouve le Museum of Kangra Art.

## Pratiques picturales
Chaque royaume rajput développe son propre style, ce qui donne naissance à plusieurs « écoles », mais avec certaines caractéristiques communes à chacun de ces styles. Il existe ainsi peu de peintures sur panneau de bois. Les miniatures rajput sont essentiellement sur papier, sous forme de miniatures dans des manuscrits. En revanche de nombreuses peintures murales ont également été réalisées dans les palais, à l'intérieur des forteresses et des havelîs, en particulier celles de la région du Shekhawati.
Les pigments, plus ou moins opaques ou utilisés en lavis, sont extraits de certains minéraux, comme les terres d'ocre et le lapis-lazuli ou proviennent de sources végétales comme le noir de fumée, la gomme arabique servant de liant. On utilise parfois l'or et l'argent. Les miniatures sont réalisées sur divers papiers, la peinture à l'aquarelle, plus ou moins opaque, n'est appliquée qu'après un dessin précis sous forme d'esquisse. Ce dessin est parfois composé sur une feuille différente et transféré sur le vasli définitif après perforation de l'esquisse avec un tampon de poudre noire.

## Caractères stylistiques généraux à la peinturerajasthani
- Le trait est rapide et simplificateur. Il s'autorise un certain schématisme et une forte stylisation qui harmonise les différents effets graphiques. Ainsi pour les corps des dieux, des humains ou animaux, la courbe souple évoque les formes et respecte les proportions sans jamais entrer dans le détail comme le fait la peinture moghole, à l'exception de Kishanghar au XVIIIe siècle[6].
- Les villes et autres constructions sont évoquées par des vues frontales, tracées à la règle. Certaines terrasses et bassins pouvant apparaître en perspective cavalière.
- Les volumes des corps sont évoqués par un léger passage de teinte, du sombre au clair ou de l'intense au pâle, mais l'usage de l'à-plat reste courant dans toutes les écoles Rajput[7].
- Les drapés et les motifs décoratifs qui les couvrent privilégient la répétition méticuleuse et la parfaite régularité des espacements.
- Les végétaux, feuillages et fleurs, sont l'occasion de motifs composés où la nature est stylisée et souvent réinventée[8].

## Écoles
Sur une période d'environ 300 ans, débutant au XVIe siècle, les plus célèbres écoles de peinture rajput sont les écoles de Mewar, Bûndî - Kota, Jaipur, Bikaner, Kishangarh et Jodhpur, dans l'État de Mârvar, toutes au Rajasthan auxquelles il convient d'adjoindre l'école Pahari, des anciens royaumes rajputs situés sur les contreforts de l'Himalaya. Chaque "école" concerne plusieurs lieux de production :

### Les écoles du Rajasthan
- L'ancien État princier (actuelle région) du Mewar (dernière capitale : Udaipur) : les anciennes villes princières de Chavand (en), Nathdwara[9], Devgarh (en), Udaipur et Sawar
- L'ancien État princier d'Hadoti (en) : les anciennes villes princières de Bûndî, Kota ou Kotah et Jhalawar
- La région du Dhundar (en) : les anciennes villes princières de Jaipur et d'Amber, et l'ancien État princier de Shekhawati
- L'ancien sultanat (actuelle région) du Mâlvâ et Bundelkund
- L'ancien État princier (actuelle région) du Mârvar : les villes de Kishangârh, Bikaner, Jodhpur, Nagaur, Pali and Ghanerao

### Les écoles Kangra et Kullu
Les écoles Kangra et Kullu parfois rapprochées de l'art Rajput, relèvent de l'ensemble des peintures de l'école Pahari, en Himachal Pradesh.

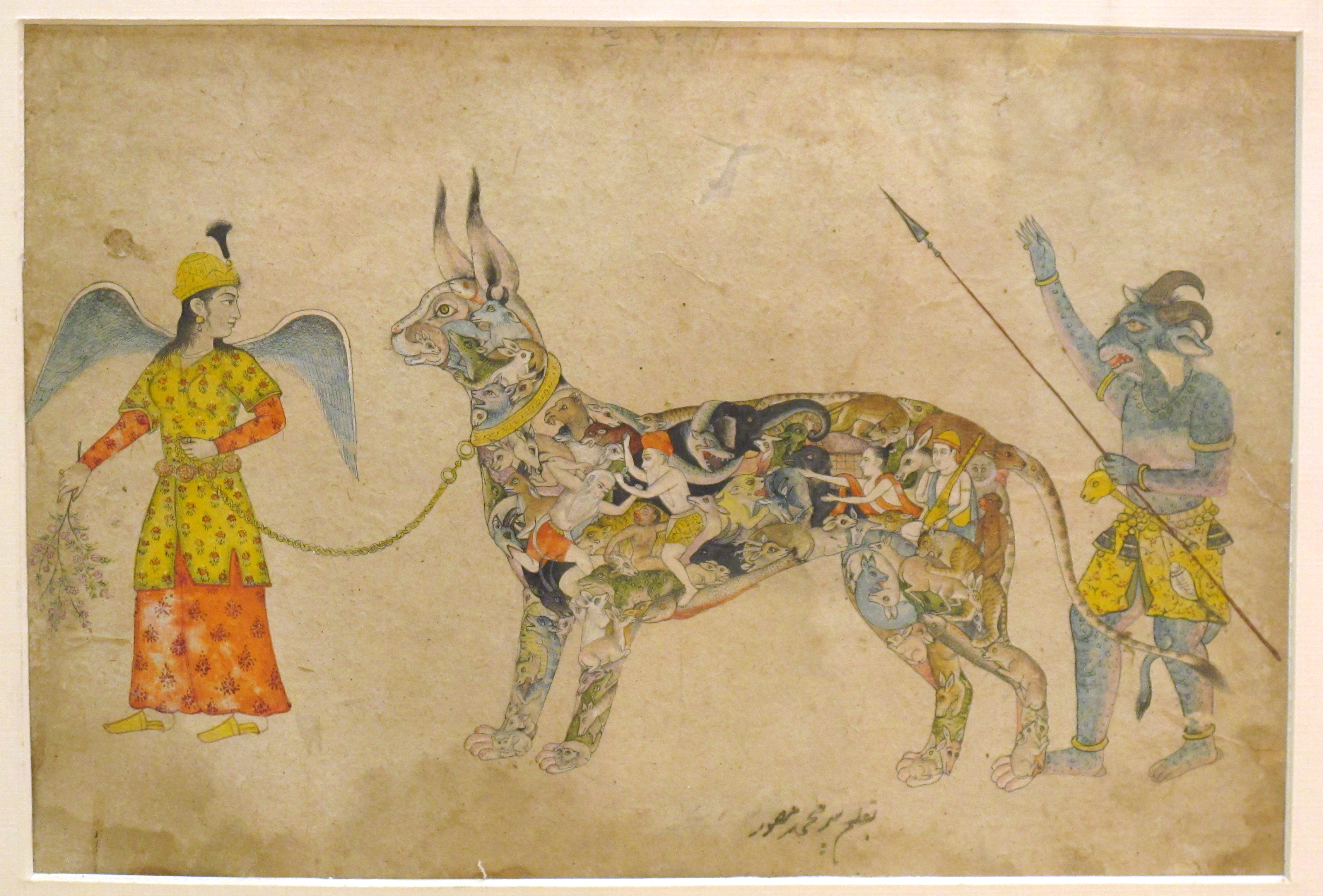
Pari (ou Peri) conduisant un animal composite d'inspiration persane. Peinture rajput. XIXe siècle ? Bhopal Archaeological Museum

#### L'école Pahari
- L'ancien État princier de Basholi, ancienne capitale Basholi actuellement dans le Territoire de Jammu-et-Cachemire
- L'ancien État princier de Kullu (Kulu), ancienne capitale Kullu, actuellement dans l'État de l'Himachal Pradesh
- L'ancien État princier de Kangra, ancienne capitale Kangra, actuellement dans l'État de l'Himachal Pradesh
- L'ancien État princier de Guler (en), ancienne capitale Haripur (ou Haripur Guler), actuellement dans l'État de l'Himachal Pradesh
- L'ancien État princier de Chamba, ancienne capitale Chamba, actuellement dans l'État de l'Himachal Pradesh
- L'ancien État princier de Mandi, ancienne capitale Bilaspur, actuellement dans l'État de l'Himachal Pradesh
- L'ancien État princier de Garhwâl actuellement dans l'État d'Uttarakhand

## Galeries de peinture du Rajasthan

### Mewar

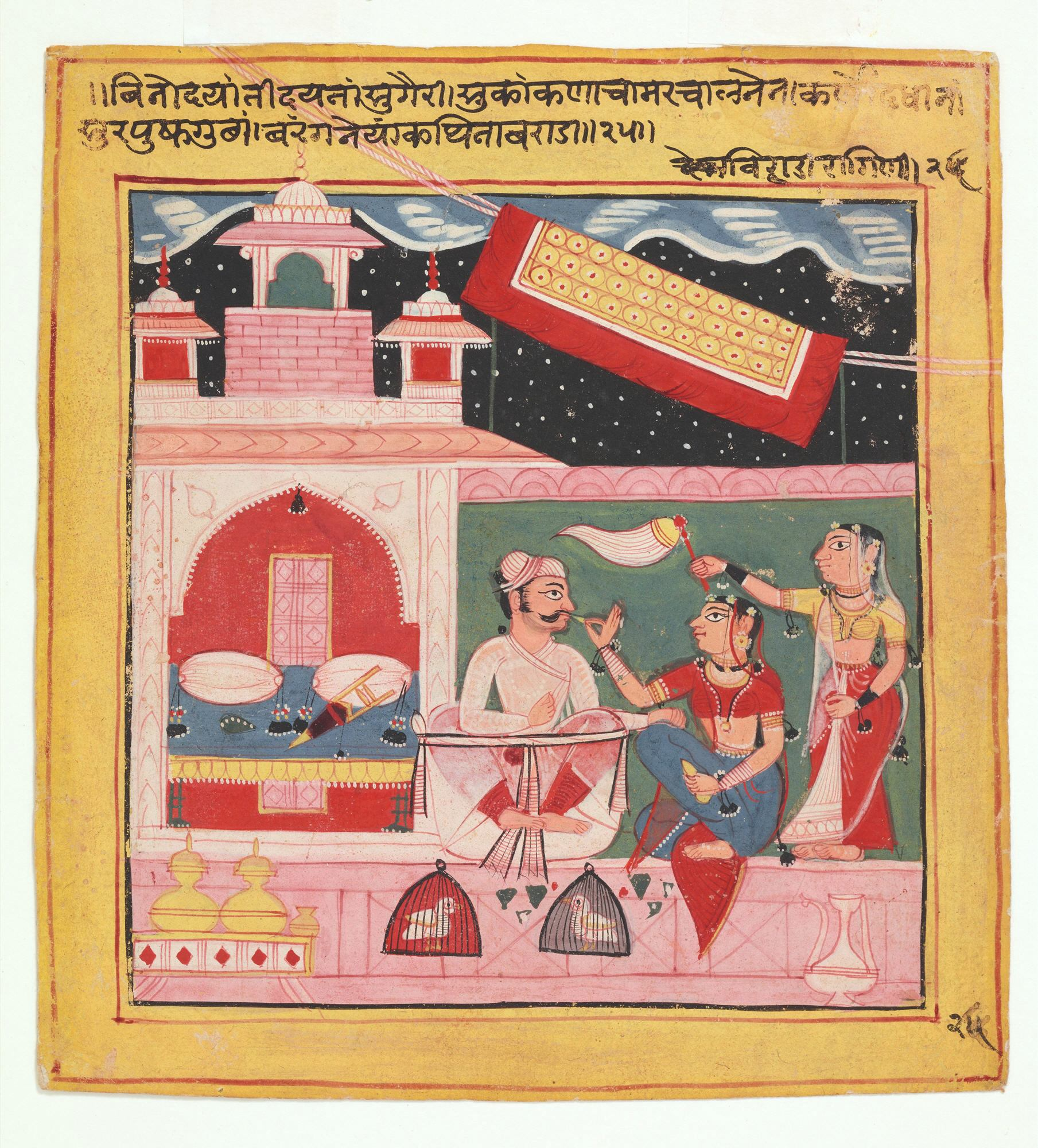
Varati Ragini, folio tiré du Chawand Ragamala par Nasiruddin. Chawand, 1605, Museum Rietberg, Zurich
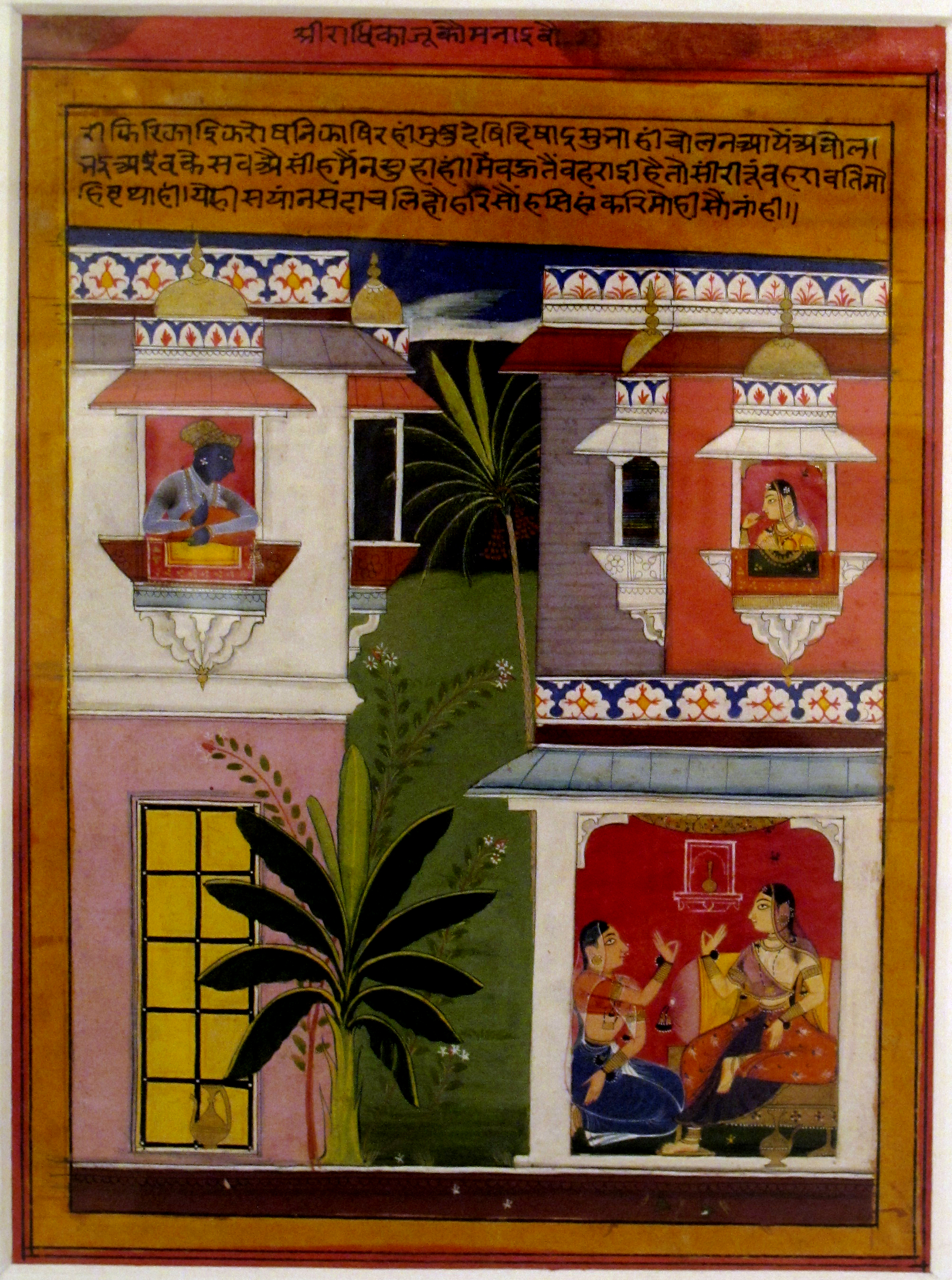
Krishna et Radha échangeant des regards. Par Sahabdin. Mewar, Rajasthan, vers 1630-35. Gouache sur papier, folio: 27,2 × 20,8 cm. National Museum, New Delhi.
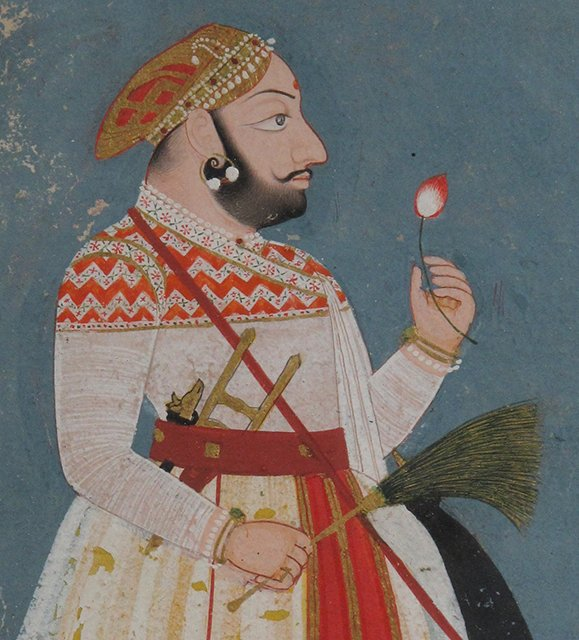
Portrait d'un prince du Mewar. Bhim Singh (?), Udaipur, Rajasthan, v. 1720-30.

### Bundi - Kotah

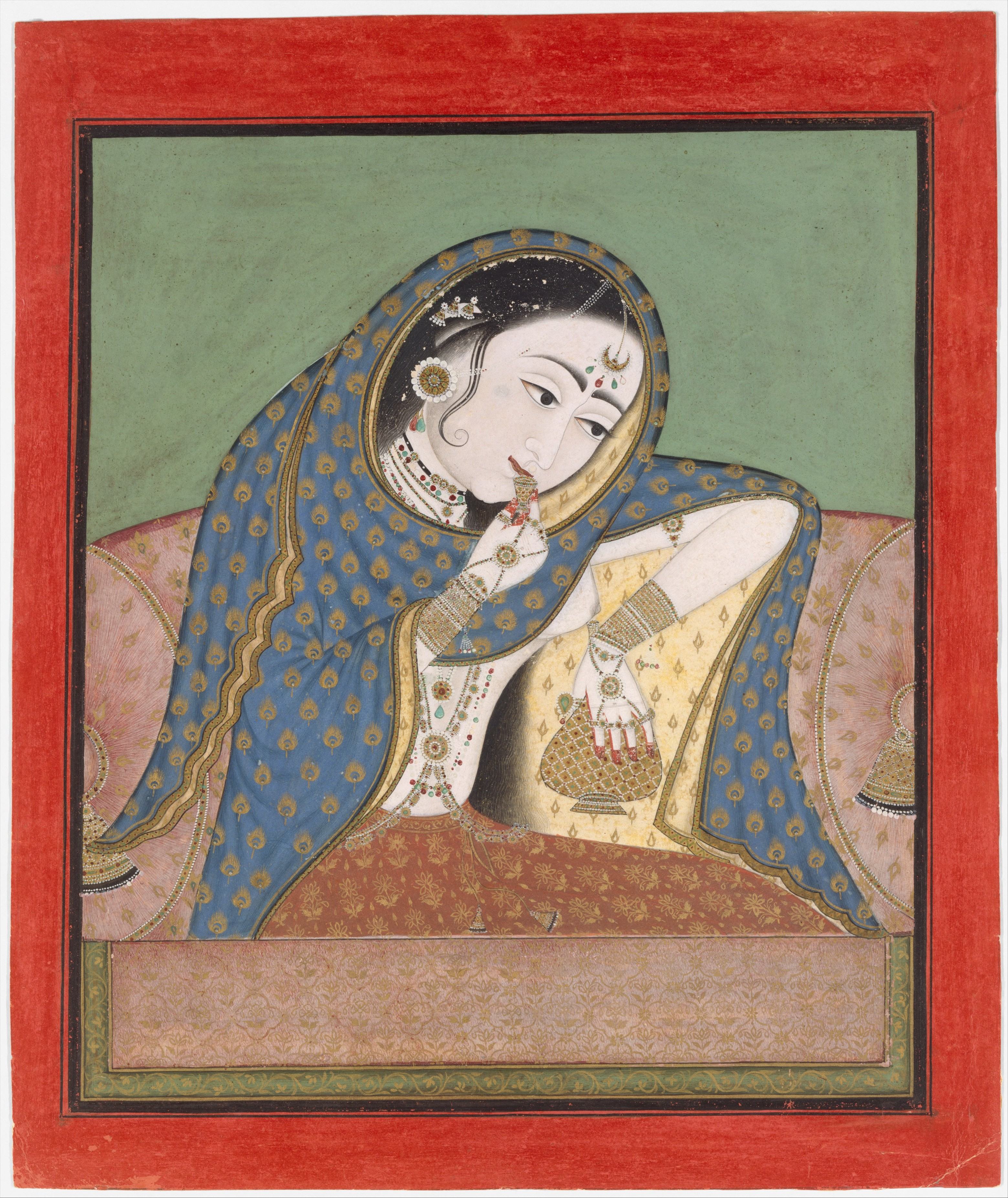
Courtisane mélancolique. Bundi ou Kota, 1610. Or, encre et couleurs sur papier, 32.7 × 27.3 cm. Metropolitan Museum of Art
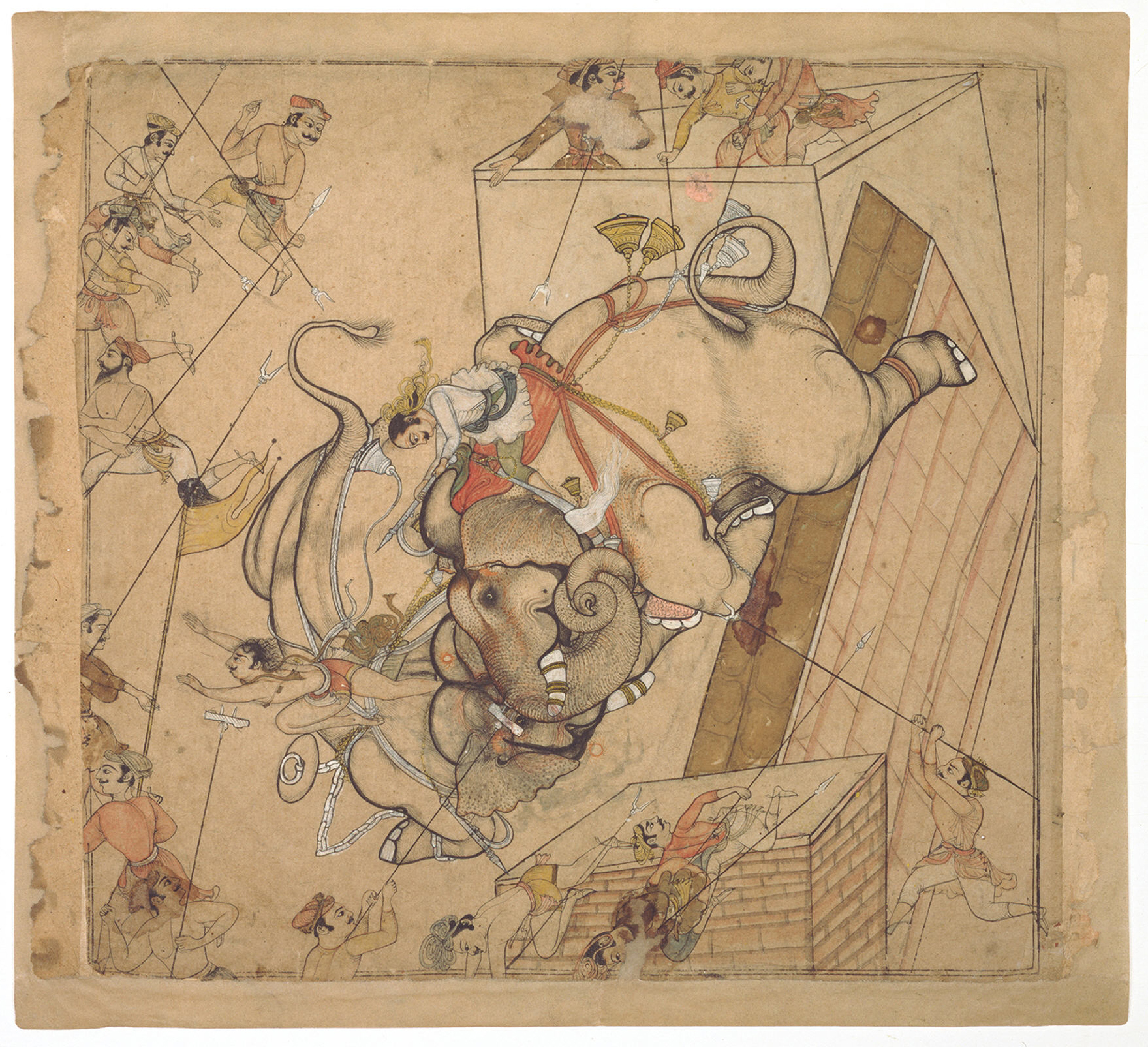
Combat d'éléphants. Attribué au maître Hada. Bundi, v. 1610-20. Philadelphia Museum of Art
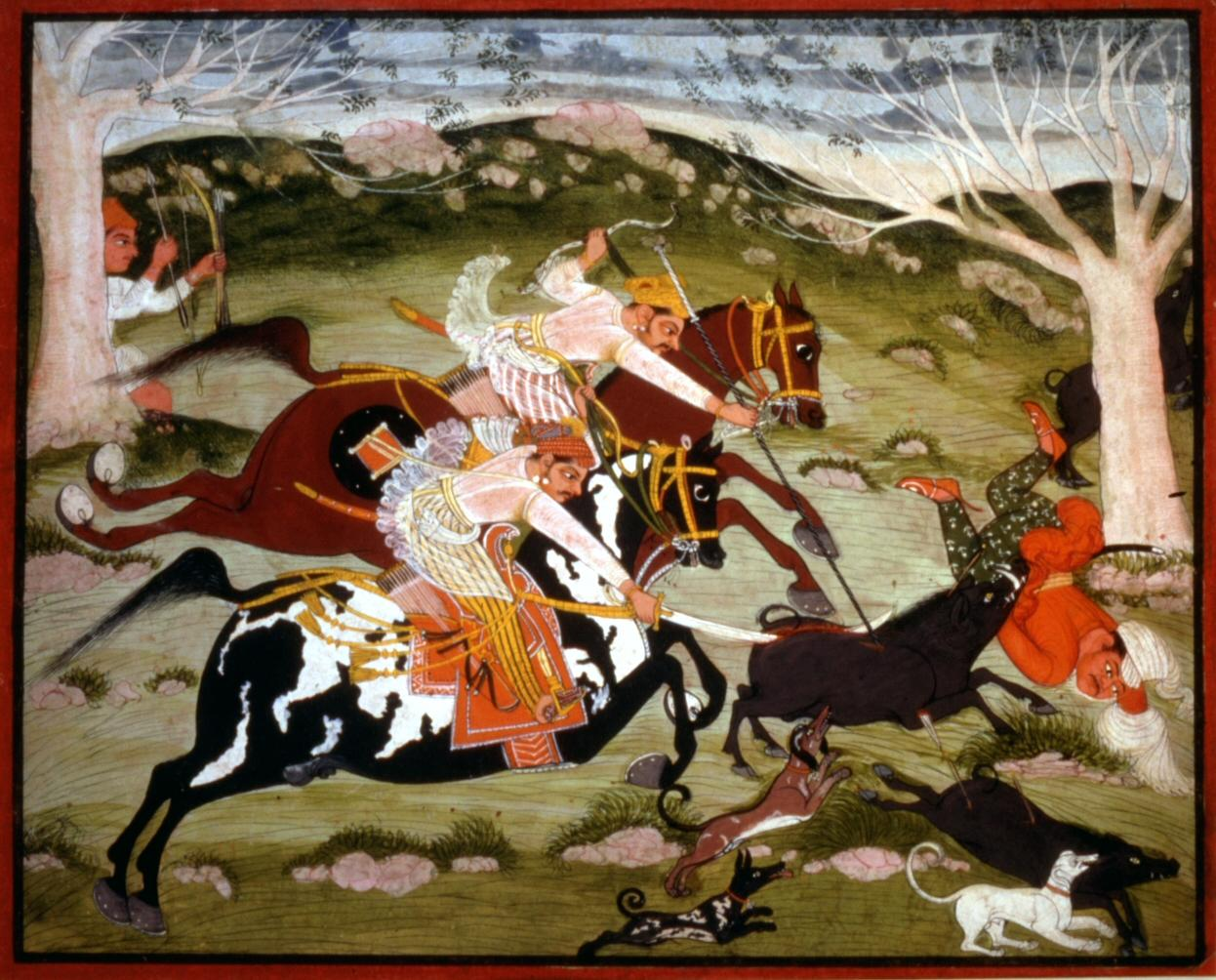
Une violente chasse au sanglier. Bundi, v. 1675. Walters Art Museum
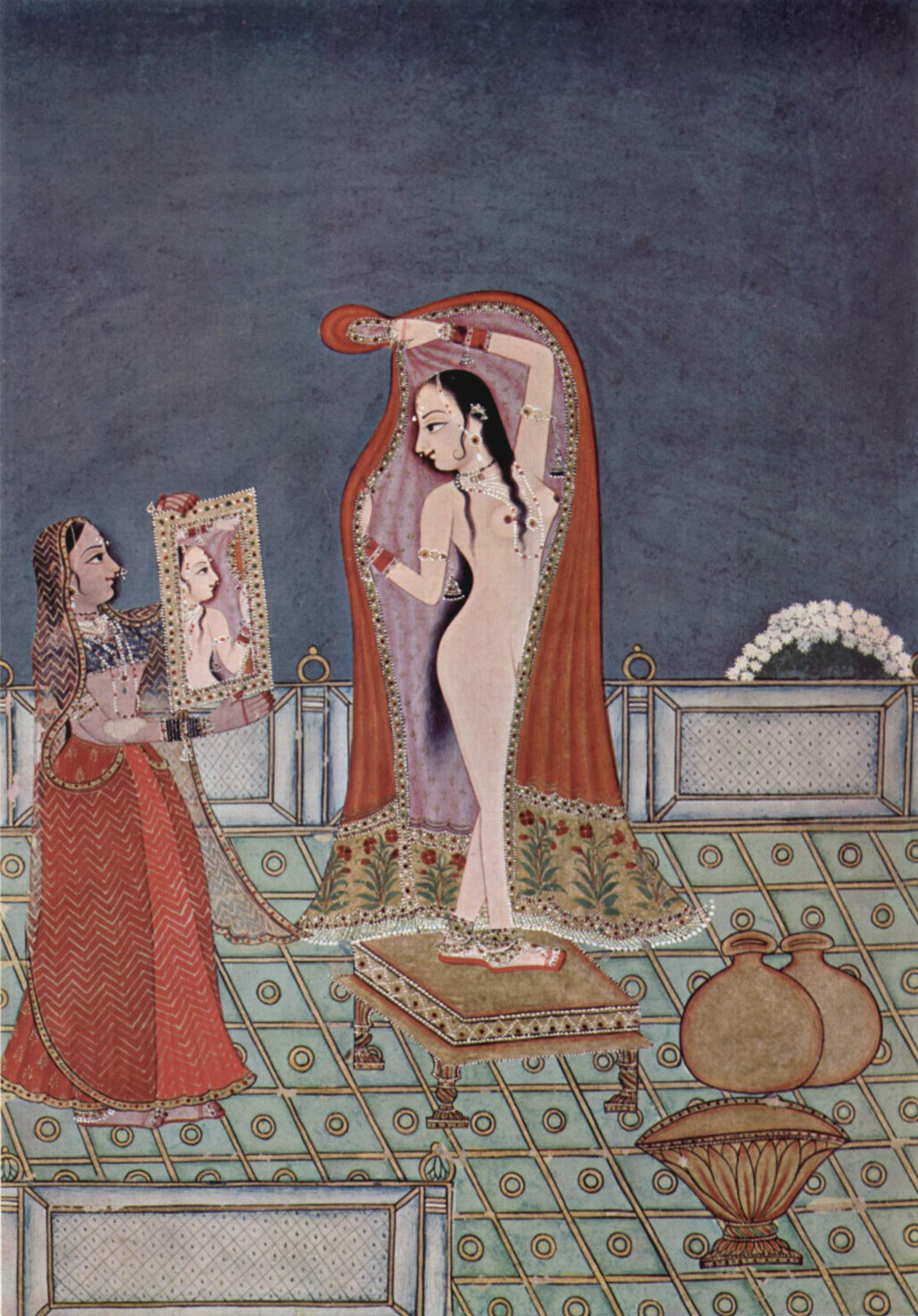
Jeune femme au miroir. Bundi, vers 1775. Couleurs sur papier, 22,6 × 15,9 cm. Musée Allahabad.
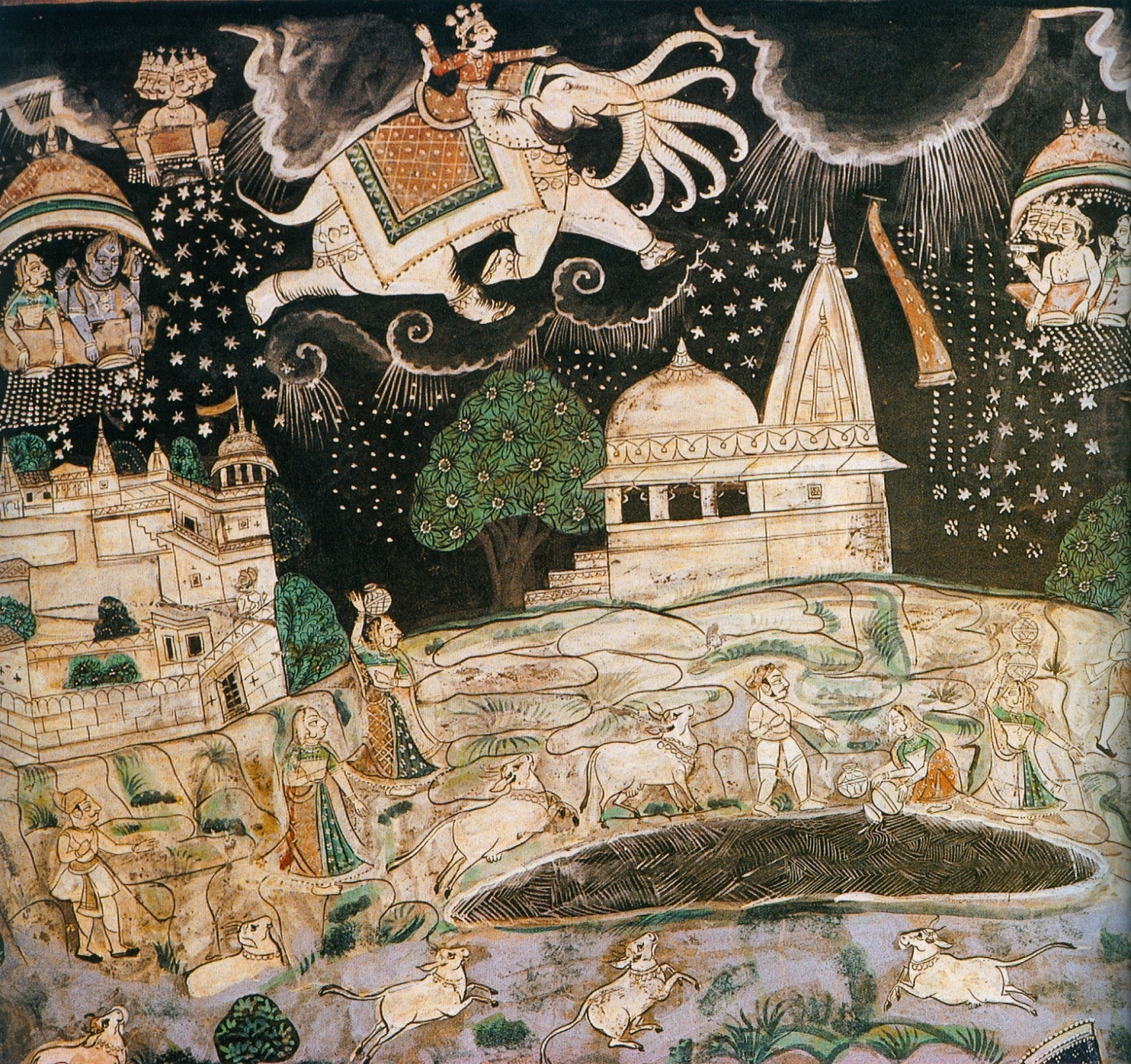
Le mariage de Rāma et Sītā. Peinture murale du Palais de Bundi.

### Amber - Jaipur

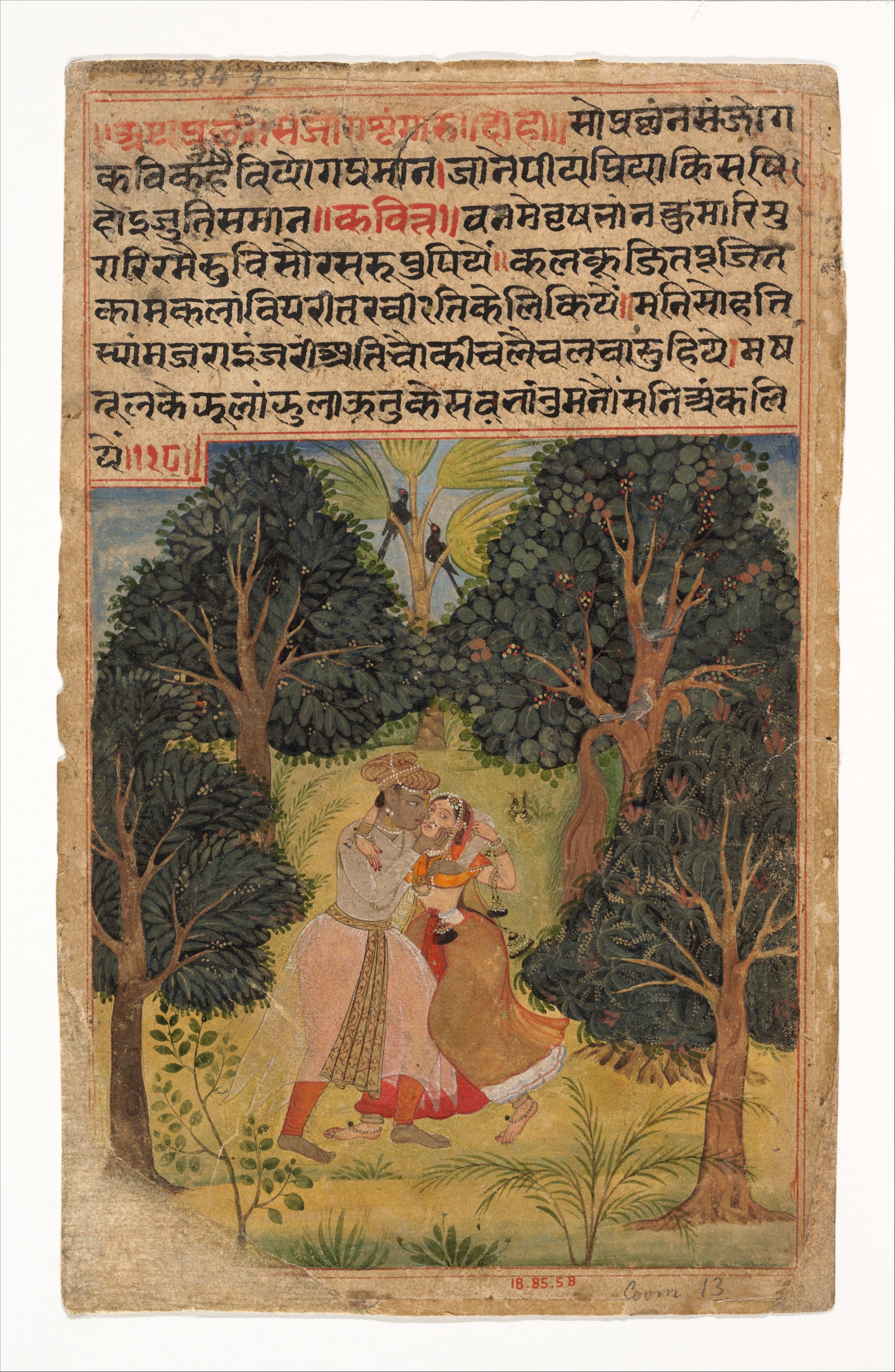
Krishna courtisant Radha. Folio du Rasikapriya[10] dispersé de Boston. Amber, v. 1610. Metropolitan Museum of Art
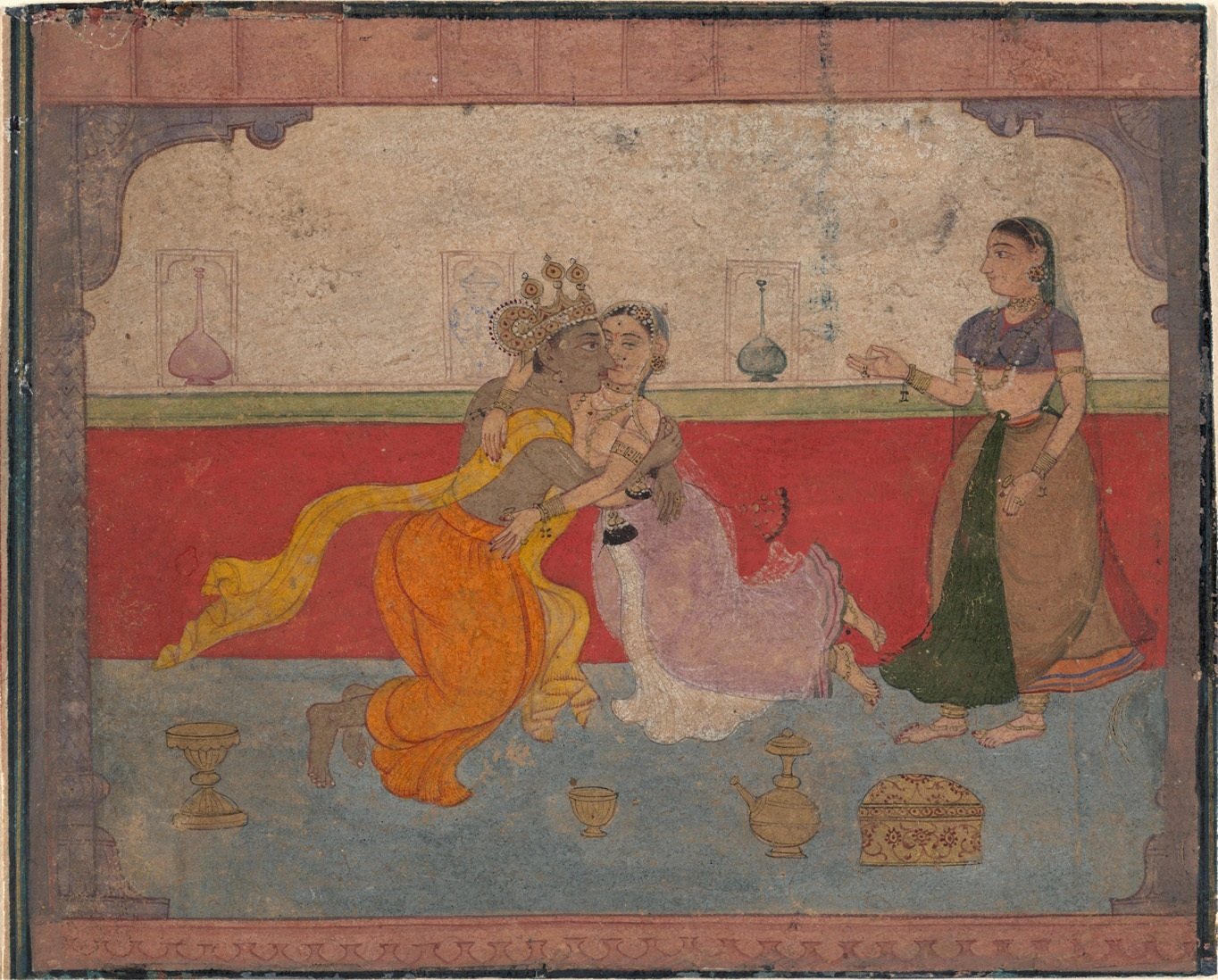
Krishna embrasse Radha. Folio du Rasikapriya dispersé de Boston. Amber, v. 1610. Metropolitan Museum of Art
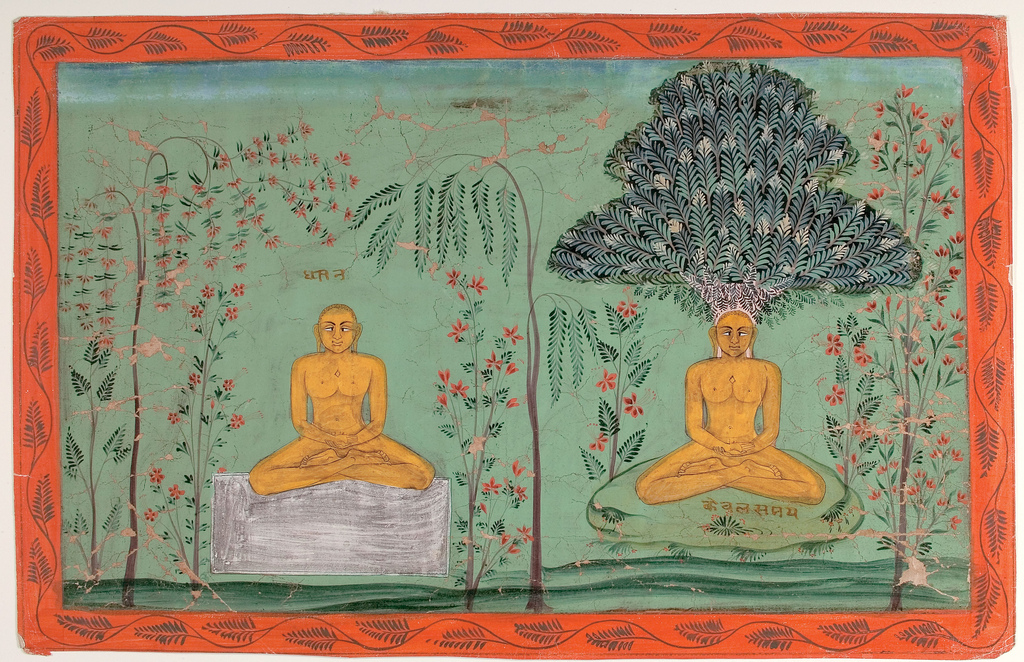
Rishabhanatha assis dans deux états de méditation. Amber, v. 1680. San Diego Museum of Art
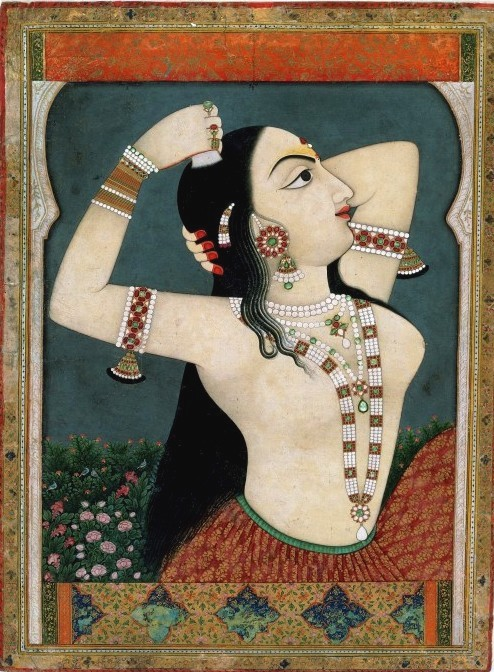
Jeune femme se coiffant. Sahib Ram. Jaipur, v. 1790. Victoria and Albert Museum
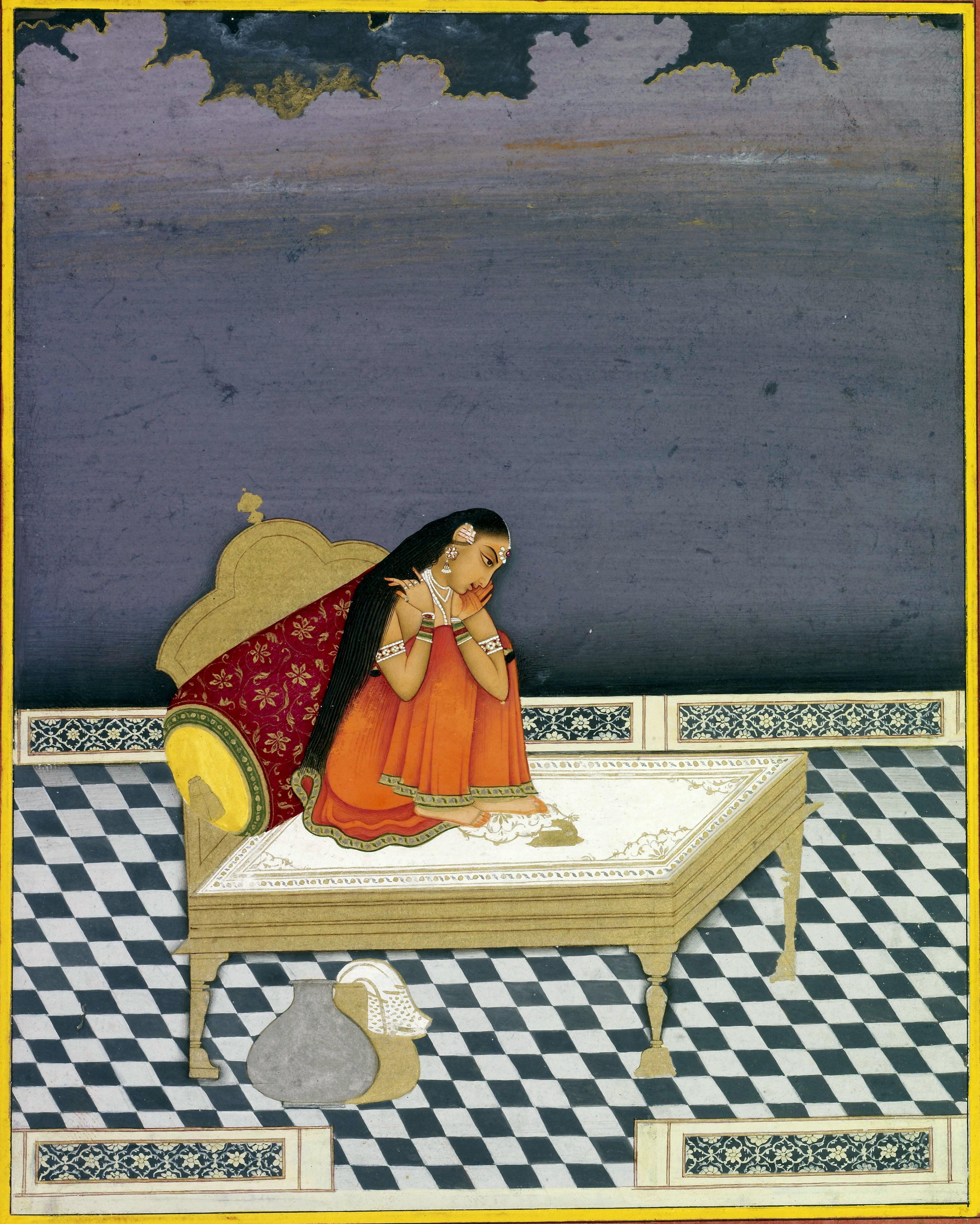
Vipralabdha Nayika. Jaipur, v. 1800, British Museum

### Mâlva

Krishna jouant de la flûte et autres épisodes du Bhagavata Purana. vers 1650. Cleveland Museum of Art
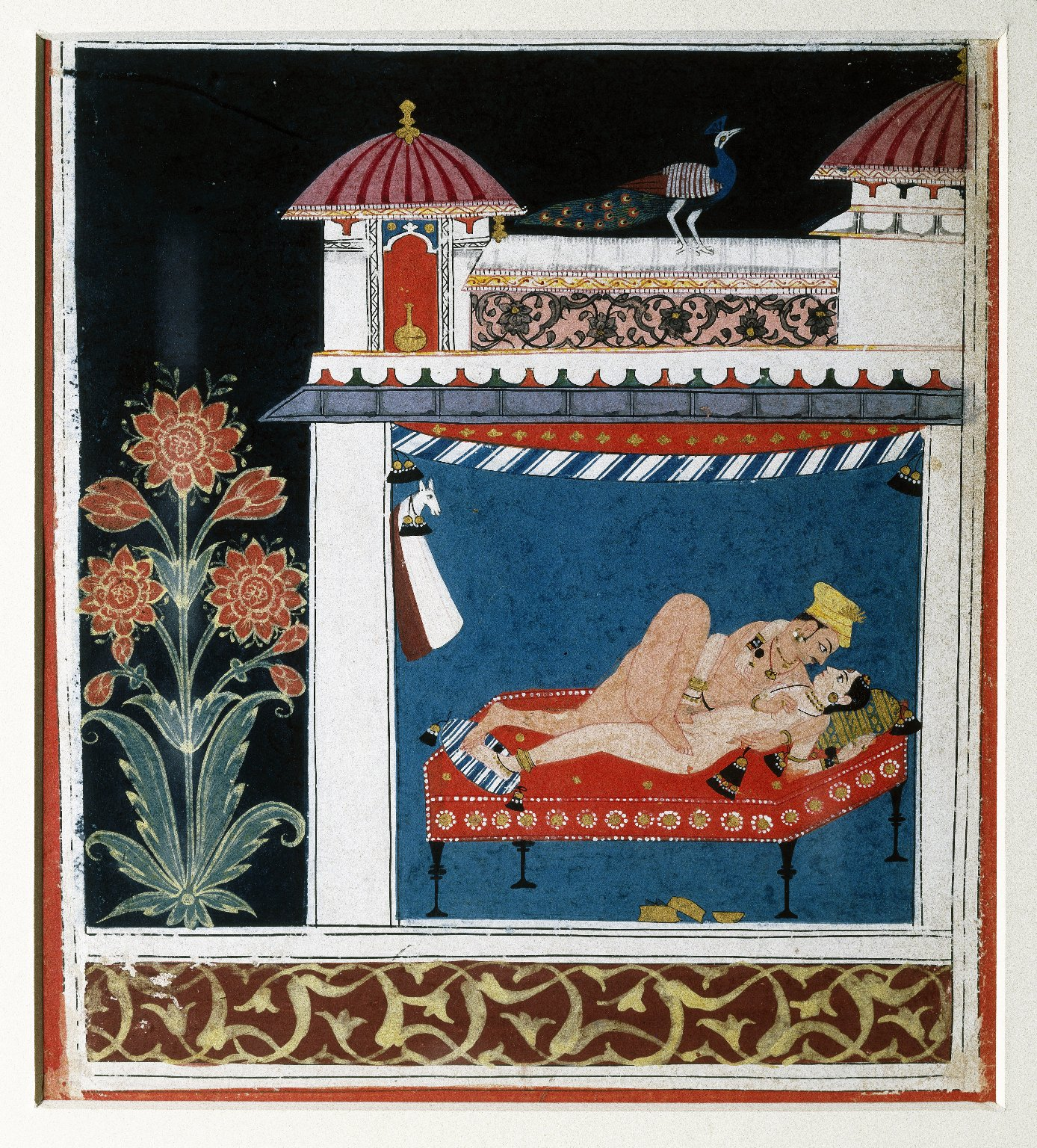
Scène de sexe. Entre 1660 et 1680. Peinture opaque à l'eau, or, papier 20,3 x 15,6cm. Brooklyn Museum
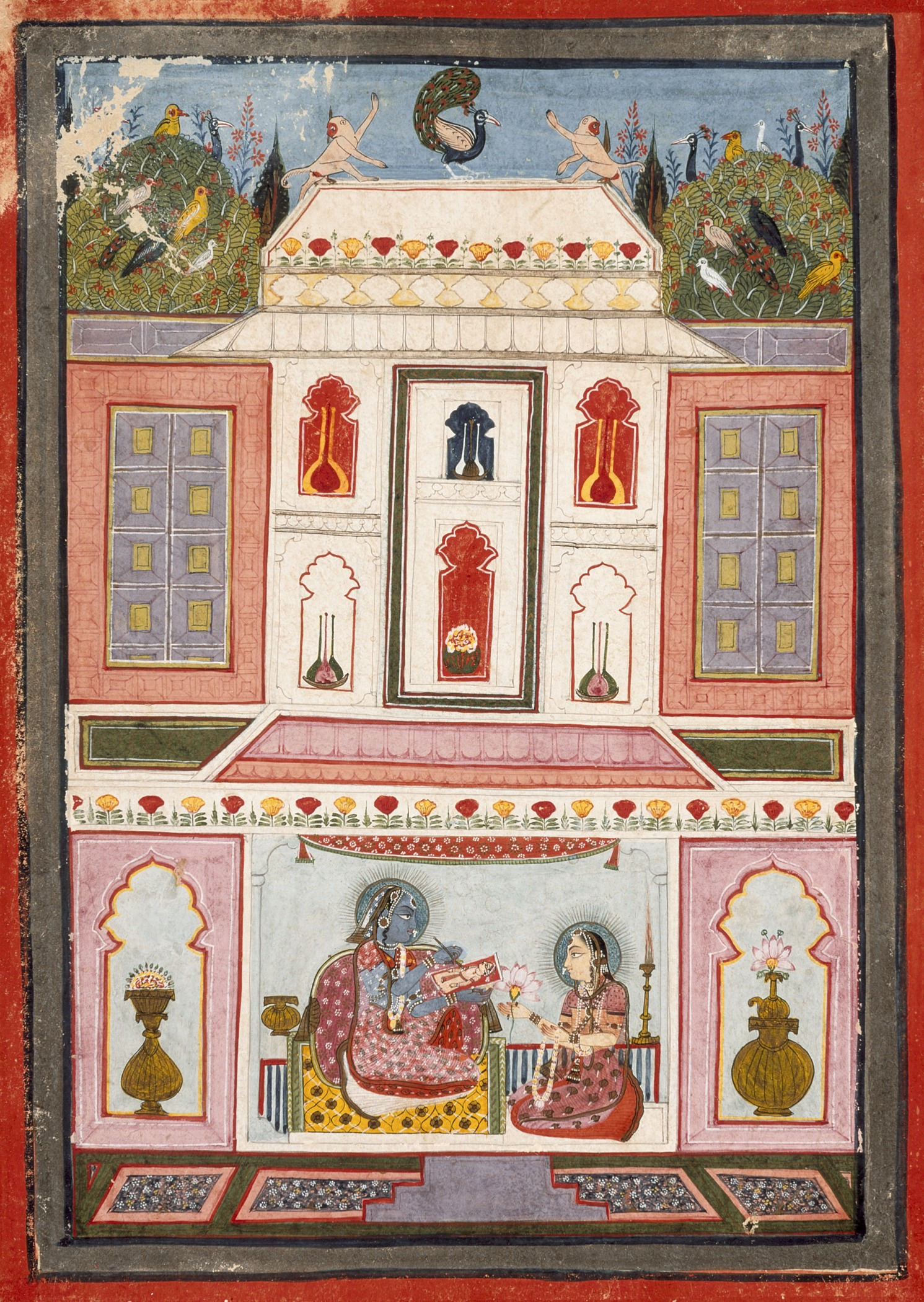
Dhanashri Ragini, première épouse de Dipak Raga, folio d'un Ragamala (guirlande de mélodies). Peinture à l'eau opaque, or, encre, papier 27,94 x 20,32cm. V.1700 LACMA
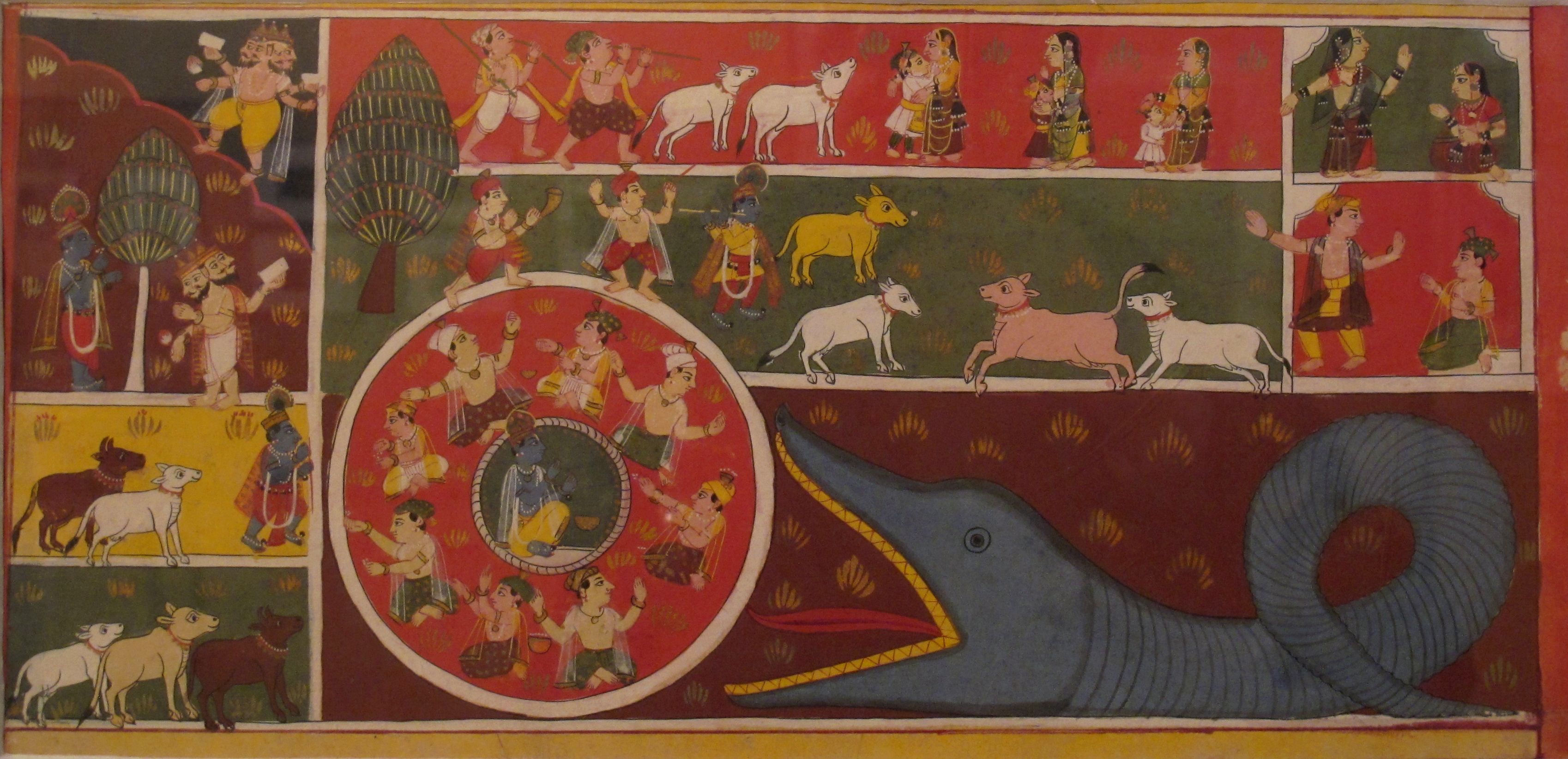
La mise à mort d'Aghasura par Krishna. V.1760. Bharat Kala Bhavan, Varanasi.
Hanuman avec Jambavan et Angada rencontrent Sampati, le frère aîné de Jatayu. XVIIIe siècle. Peinture opaque à l'eau, or, papier 9,9 cm x 6,9 cm. Musée national (New Delhi)

### (Mârvar de) Kishangarh

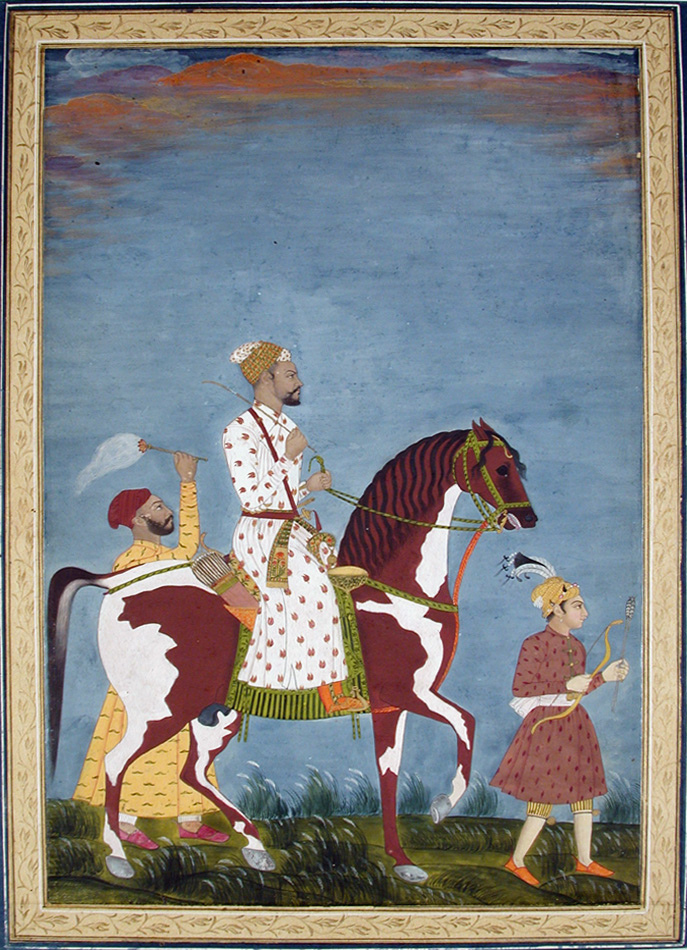
Un prince moghol. Kishnaghar, v. 1680. San Diego Museum of Art
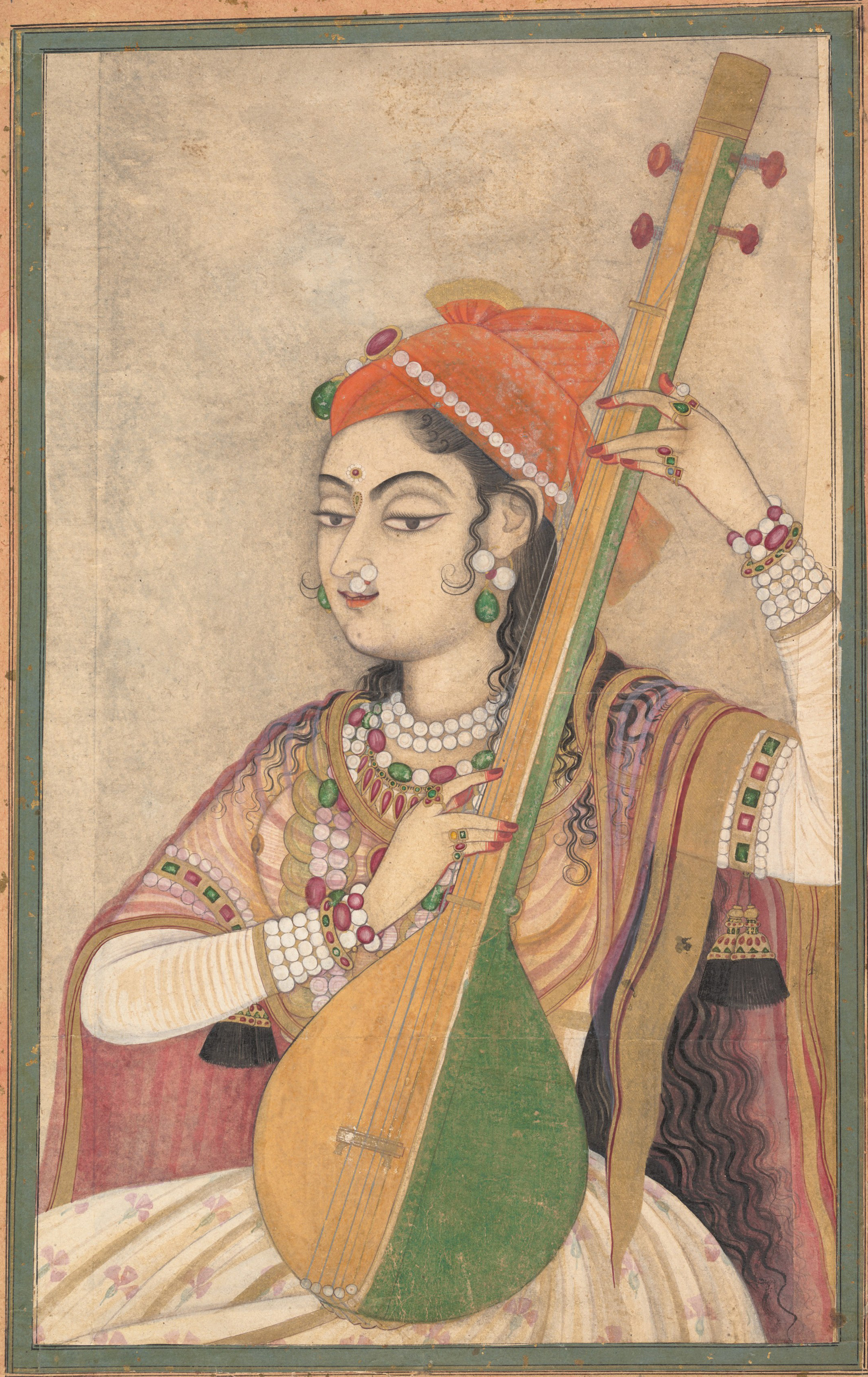
Joueuse de tanpura[12]. Kishangarh, 1735. Dessin coloré. Encre, couleurs opaques et transparentes, or sur papier, 47 × 33.7 cm. Metropolitan Museum of Art
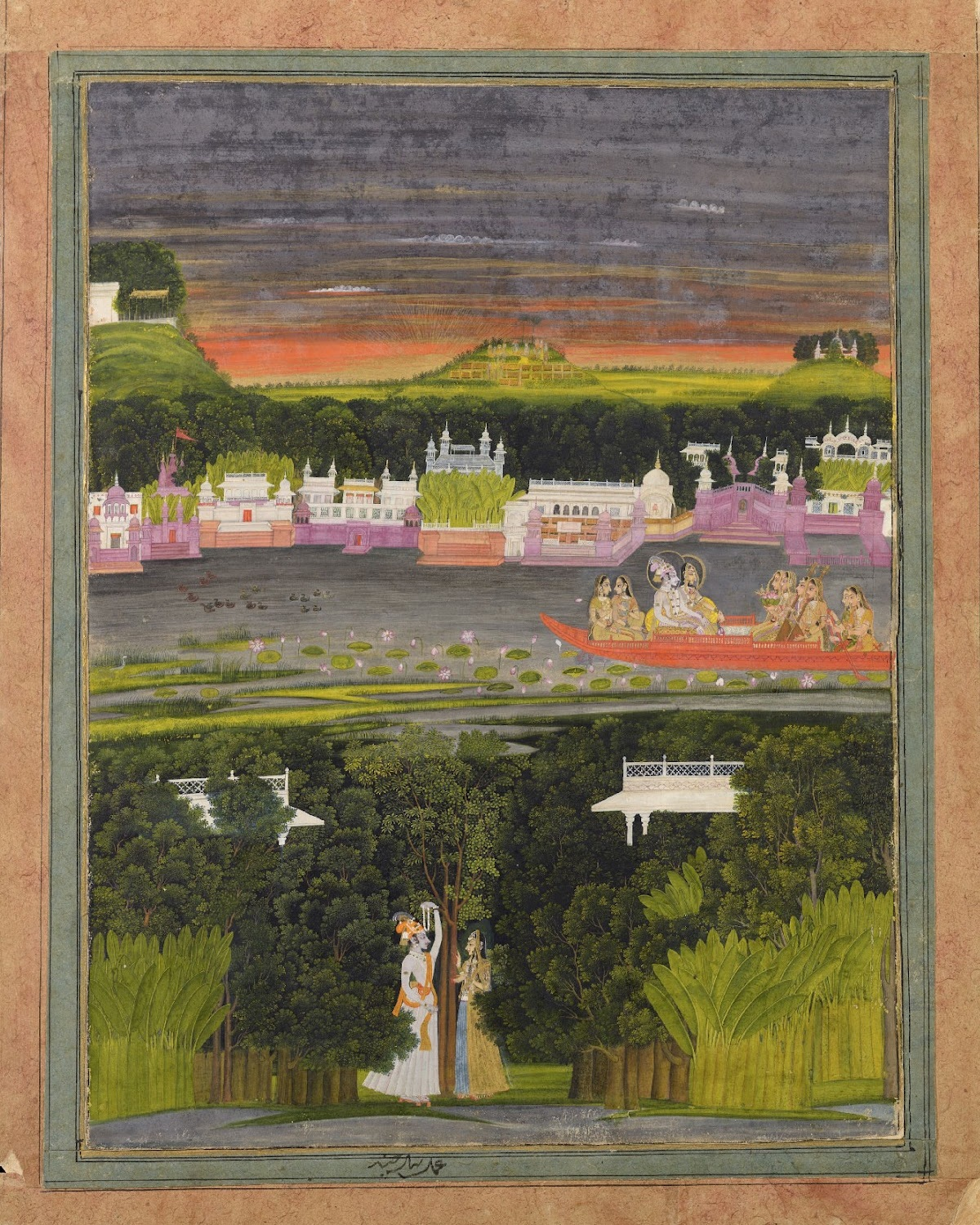
Radha et Krishna dans le bateau de l'amour. Par Nihalchand. Kishangarh, v. 1750. Encre, couleurs opaques et transparentes sur papier, 43 × 33.5 cm. National Museum, New Delhi
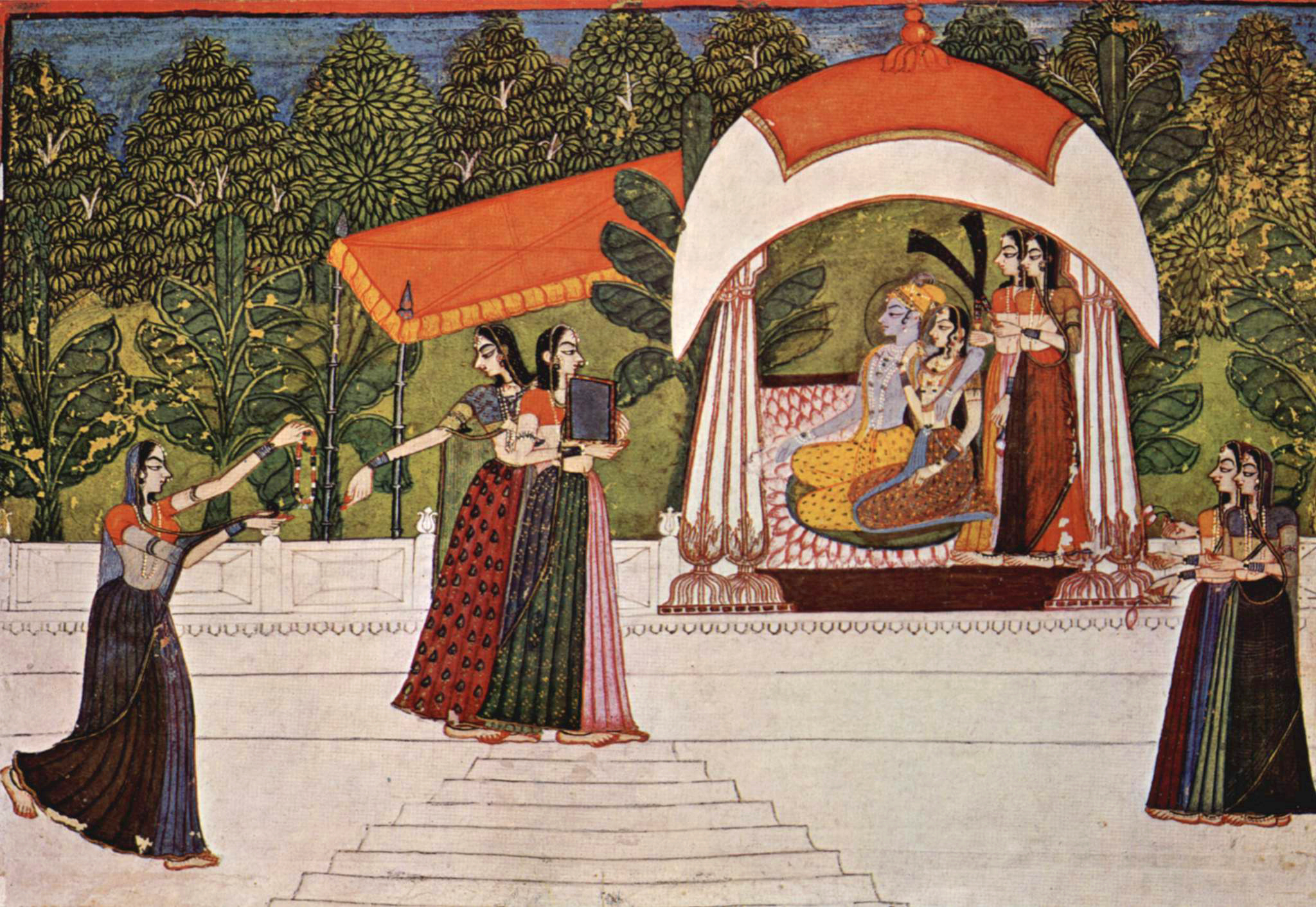
Krishna et Radha dans un pavillon, peint par Nihâl Chand, Kishangarh, v. 1750, 23 × 34 cm. Musée d'Allahabad
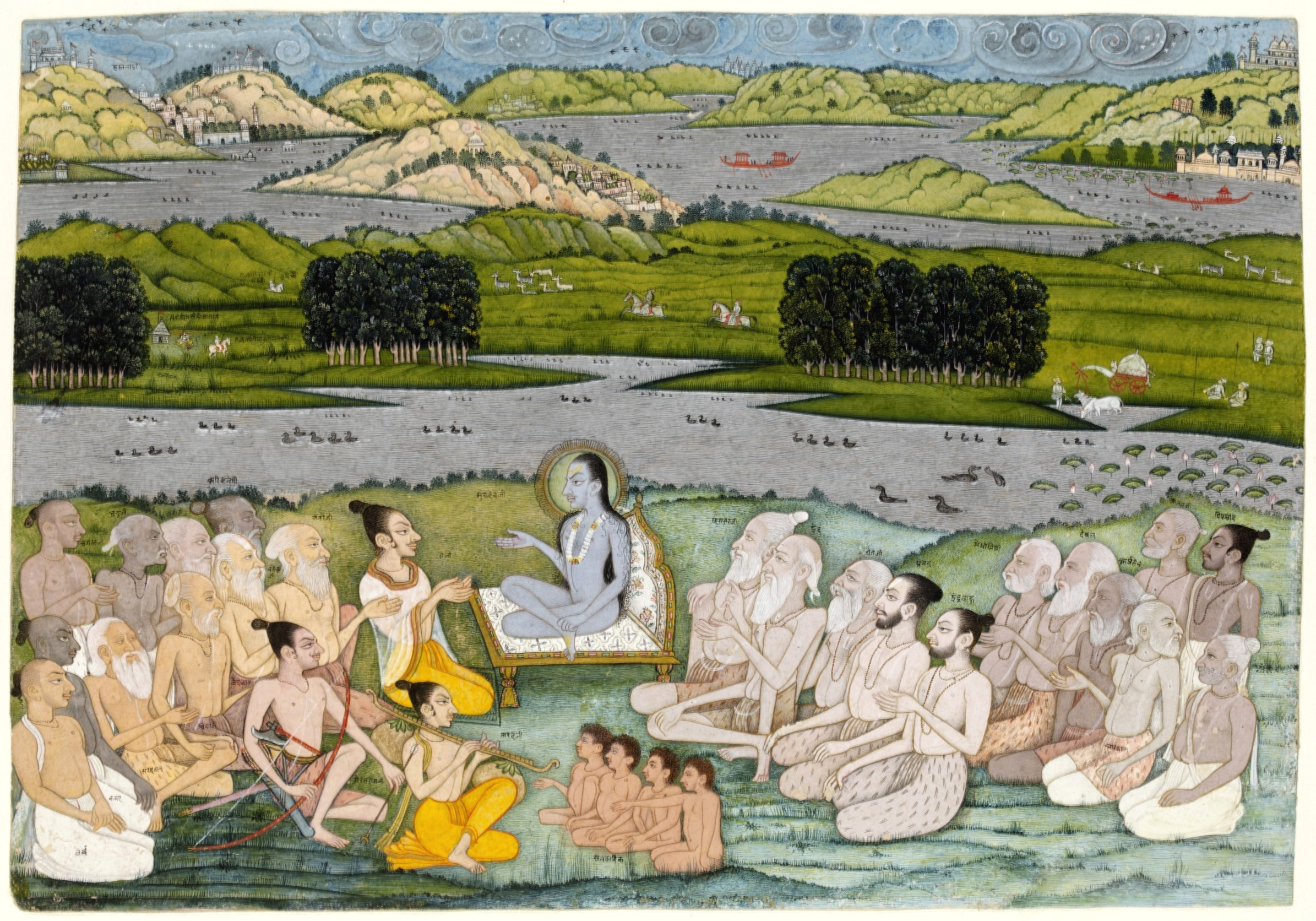
Le sage Sukadeva s'adressant au roi Parikshit. Kishanghar, v. 1760. 32 × 22 cm. Victoria and Albert Museum

### (Mârvar de) Bikaner

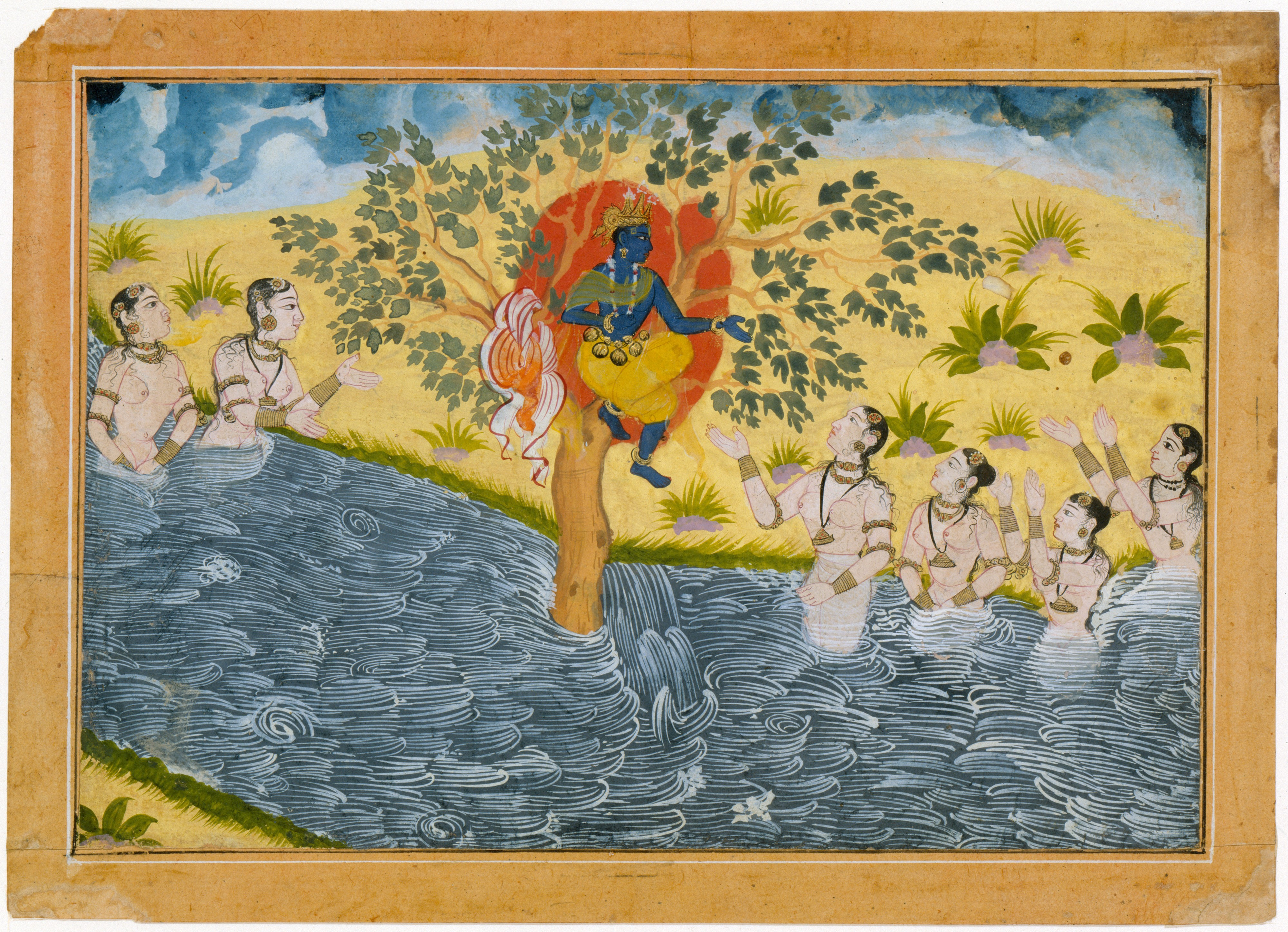
Les gopi-s supplient Krishna de leur rendre leurs vêtements. Folio tiré du Bhagavata Purana. Bikaner, 1610. Metropolitan Museum of Art
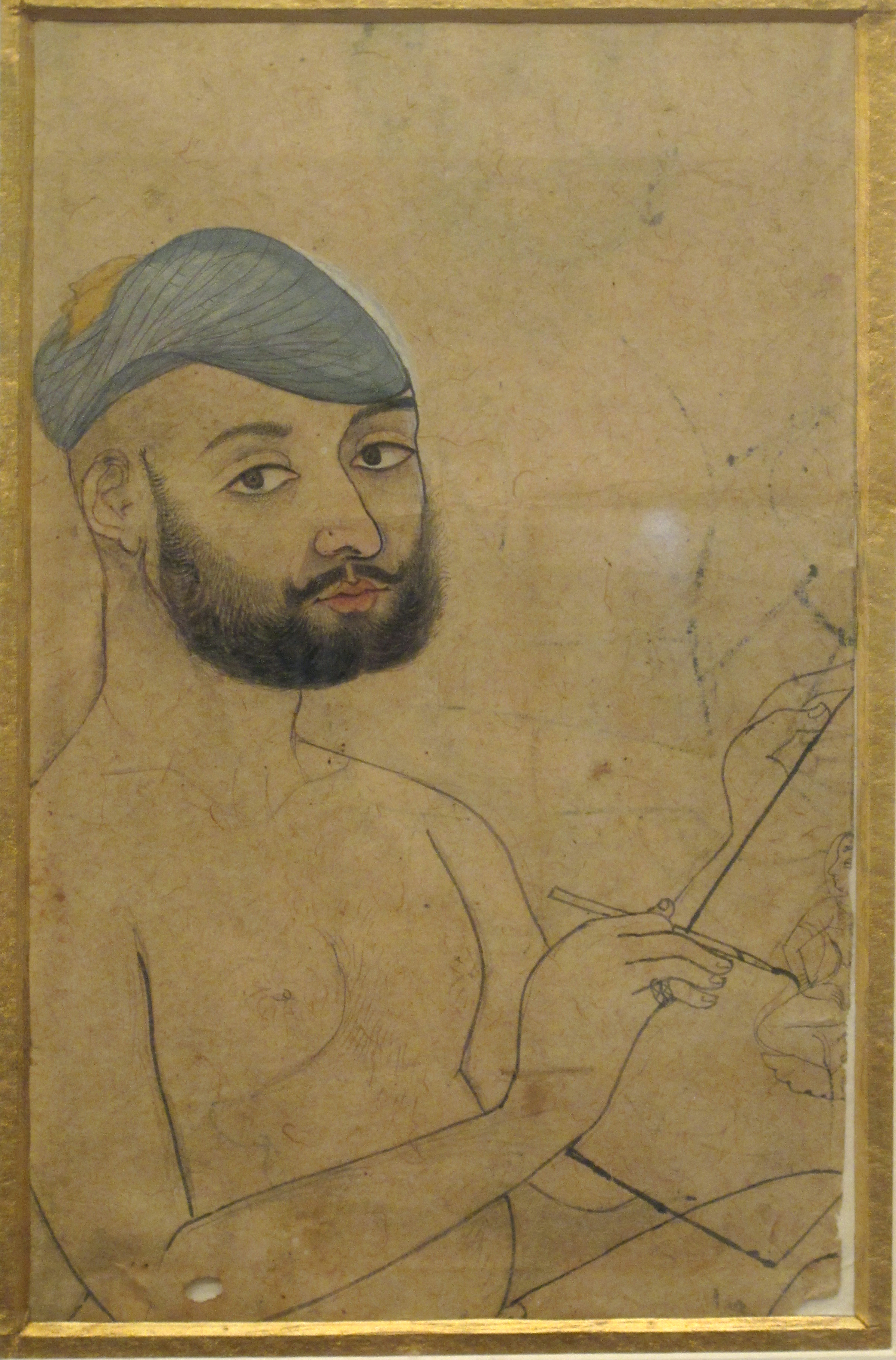
Un peintre de Kota dessinant l'esquisse d'une silhouette féminine sur un vasli qu'il tient sur ses genoux relevés, vers 1780. Crayon sur papier, 26,7 × 13,6 cm. National Museum, New Delhi[14].